# Didier Roustan
Pour les articles homonymes, voir Roustan.
Didier Roustan, né le 10 octobre 1957 à Brazzaville (Moyen-Congo, Afrique équatoriale française) et mort le 11 septembre 2024 à Paris, est un journaliste, consultant, commentateur, présentateur et chroniqueur sportif français spécialisé dans le football. 
Il se fait connaître du public en 1984, en présentant l'émission de TF1 Téléfoot, qu'il dirige ensuite de 1986 à 1989. Durant les années 1990, il présente des magazines et commente des rencontres pour Canal+ et France 2. Au cours des années 2000, il présente notamment l'émission de débat Enfin du foot sur L'Équipe TV. Il travaille également pour TV5 Monde.
À la radio, il a exercé sur Europe 1, RTL et Sport O'FM.
En 1995, il crée avec plusieurs personnalités, l'Association internationale des joueurs professionnels (AIFP). En 2003, il fonde l'association Foot Citoyen.

## Biographie

### Famille et jeunesse
Didier Roustan naît le 10 octobre 1957 à Brazzaville, où il passe ses trois premières années. Son père est employé par le Fonds monétaire international (FMI). Sa mère, martiniquaise, journaliste, travaille pour FR3 et l'AFP. La famille s'établit à Cannes, où l'enfant pratique le football en amateur. Il évolue au poste de libéro,. À l'âge de 16 ans, il s'entraîne avec les professionnels du club de la ville, l'AS Cannes, mais est suspendu par l'entraîneur en raison de son comportement turbulent.

### Études et formation
Après avoir passé son baccalauréat, il effectue un stage de trois mois à TF1.

### Carrière de journaliste sportif

#### TF1
Grâce à Georges de Caunes, Didier Roustan entre au service des sports de la 1re chaîne française en 1976 et devient l'un des piliers de Téléfoot, une nouvelle émission consacrée au football. Il travaille sur TF1 durant treize ans. Il devient responsable du football à partir de 1984, puis dirige Téléfoot de 1986 à 1989,. Il s'illustre par sa créativité dans le traitement du sport, sa manière de raconter les matchs et quelques exubérances. La privatisation de TF1, qui selon lui entraîne un « changement de mentalité » au sein de la chaîne, et les affaires secouant le monde du football à la fin des années 1980, le poussent à démissionner,.

#### Canal+
Il rejoint Canal+ où il présente le magazine omnisports Mag Max, qui lui permet de partir en reportage à travers le monde. Il se rend notamment en Colombie pour enquêter sur le cyclisme, et à Las Vegas pour réaliser un sujet sur la boxe.

#### Antenne 2 / France 2
En 1992, il quitte Canal+ pour Antenne 2. Il commente, en juin, l'Euro 1992 en compagnie de Michel Hidalgo. Sur la même chaine (devenue France 2 en septembre 1992), il assure les commentaires de la Coupe du monde de football 1994 avec Éric Cantona, ainsi que des finales de la Ligue des champions,. Il participe à la création de la nouvelle formule de la Coupe de la Ligue en 1994 et dans laquelle les équipes engagées dans des compétitions européennes n'entrent qu'à partir des 16e de finale.
Il intervient également dans Stade 2 et anime Terre de foot, un magazine mensuel de 52 minutes consacré au football.

#### La chaîne L'Équipe et TV5
Après un an de chômage, il effectue son retour en 1999 sur L'Équipe TV, chaîne lancée l'année précédente sur le bouquet de télévision par satellite Canalsatellite. Jusqu'en 2004, il anime Enfin du foot, une émission de débat, avec Pierre Ménès et Karim Nedjari. 
De 2004 à 2007, il intervient sur l'antenne de TV5 Monde comme commentateur lors de la retransmission des rencontres de Ligue 1, de Ligue des champions ou de l'équipe de France. En 2009, il revient sur la chaîne pour animer chaque lundi soir Foot !, avec France Pierron ou Mohamed Kaci, émission durant laquelle il analyse les matches de Ligue 1 du week-end.
De 2008 à 2024, il est chroniqueur dans les émissions L'Équipe du Soir, L'Équipe du week-end et Foot and co sur La chaîne L'Équipe. De février 2014 à juin 2024, il tient sur l'équipe.fr un blog vidéo où il propose ses analyses et sa vision personnelle du football actuel.
Le 22 juin 2024, il participe à sa dernière émission.

#### Autres médias
Il commente les matchs de la Coupe du monde 1998, en compagnie d'Yves Bigot, sur la radio francilienne SPORT O'FM, première radio de sport en Europe, créée en janvier de cette année-là par Edouard Dor, et qui émet sur la fréquence 99,9.
Lors de la Coupe du monde 2006, il est chroniqueur pour le groupe TPS sur TPS Foot et InfoSport.
De juin 2008 à janvier 2009, il anime le Roustan Football Club sur Europe 1 Sport le samedi et le dimanche. Il intervient également comme consultant dans l'émission Europe 1 Foot d'Alexandre Delpérier.
Durant l'année 2009 à 2010, il anime les avant et après match de l'Olympique de Marseille sur la chaine OMtv.
À la rentrée 2017, il rejoint Europe 1 pour l'émission Y a pas péno de Thomas Thouroude entre 17 h et 18 h. Le 15 septembre 2018, il quitte Europe 1 du fait de l'arrêt de cette émission, et devient une nouvelle voix pour le football à RTL. Il quitte RTL à la rentrée 2019 un an après y avoir remplacé Pascal Praud.
Il est également connu pour publier des blogs vidéo où il développe longuement ses analyses sur le football, un format qu'il transposera par la suite dans des podcasts disponibles sur les plates-formes habituelles telles que Spotify.

### Mort
Le 11 septembre 2024, il meurt à l'âge de 66 ans à Paris, après plusieurs semaines de lutte contre un cancer du foie,,. De nombreuses personnalités sportives lui rendent hommage. Éric Cantona déclare : « Grande tristesse d’apprendre la mort de Didier Roustan. C’était pour moi le plus grand journaliste sportif. Intelligent, vif avec un grand sens de l’image ». Alain Giresse, Luis Fernandez, Daniel Bravo ou encore Charles Biétry racontent également leurs souvenirs avec Didier Roustan,.
La chaîne L'Équipe décide de programmer une soirée hommage à la suite de son décès,.
Ses obsèques ont lieu le 20 septembre, à l'église Notre-Dame-des-Pins (d)  de Cannes.

## Engagements
Il quitte provisoirement le journalisme en 1995 pour créer, avec des figures du football comme Éric Cantona et Diego Maradona, l'Association internationale des joueurs professionnels (AIFP), le premier syndicat mondial des footballeurs. Il en devient le secrétaire général jusqu'en 1998.
En 2003, il fonde l'association Foot Citoyen en compagnie d'Arsène Wenger. L'association cherche à lutter contre la violence et le racisme dans le football,.

## Distinction
En 2015, il reçoit le Prix de la carrière décerné par l'Association des écrivains sportifs, qui récompense une personne qui, tout au long de sa carrière, par ses écrits ou par ses travaux, a apporté une contribution importante au sport, à sa diffusion et son retentissement.

## Publications
- Puzzle, Marabout, 2023.  (EAN 9782501157438)

## Filmographie
- En 2022, il apparaît dans un épisode de la saison 4 de Miraculous : Les aventures de Ladybug et Chat Noir[20].

- La même année, il prête sa voix en tant que journaliste sportif dans le film Pour la France de Rachid Hami.